# Osterwald (Schmallenberg)
Osterwald ist ein Ortsteil der Stadt Schmallenberg in Nordrhein-Westfalen.

## Geografie

### Lage
Das Dorf liegt drei Kilometer südwestlich von Bödefeld am Nordhang der Hunau rund 600 m über NN. Durch den Ort fließt das Osterwaldsiepen. Ums Dorf liegt das Landschaftsschutzgebiet Offenlandinsel Osterwald.

### Nachbarorte
Angrenzende Orte sind Bödefeld, Gellinghausen und Bad Fredeburg.

## Geschichte
1338 wurde Osterwald in einem Güterverzeichnis des Grafen Gottfried IV. erstmals urkundlich erwähnt. 1427 waren in dem damaligen Abgabenverzeichnis fünf Höfe aufgeführt. 1645 wurde Osterwalt auf der Karte Westphalia Ducatus kartografisch erfasst. Eine Zuwanderung führe ab dem 18. Jahrhundert zu einem Bevölkerungszuwachs. 1874 lebten in Osterwald in 16 Häusern 101 Einwohner. Eine befestigte Straße erhielt der Ort jedoch erst um 1900. Im Jahr 1951 bekam Osterwald eine Schule. Diese wurde Zuge der Schulreform jedoch bereits 1970 wieder geschlossen. Bis zur kommunalen Neugliederung in Nordrhein-Westfalen gehörte Osterwald zur Gemeinde Bödefeld-Land. Seit dem 1. Januar 1975 ist Osterwald ein Ortsteil der Stadt Schmallenberg.

## Religion

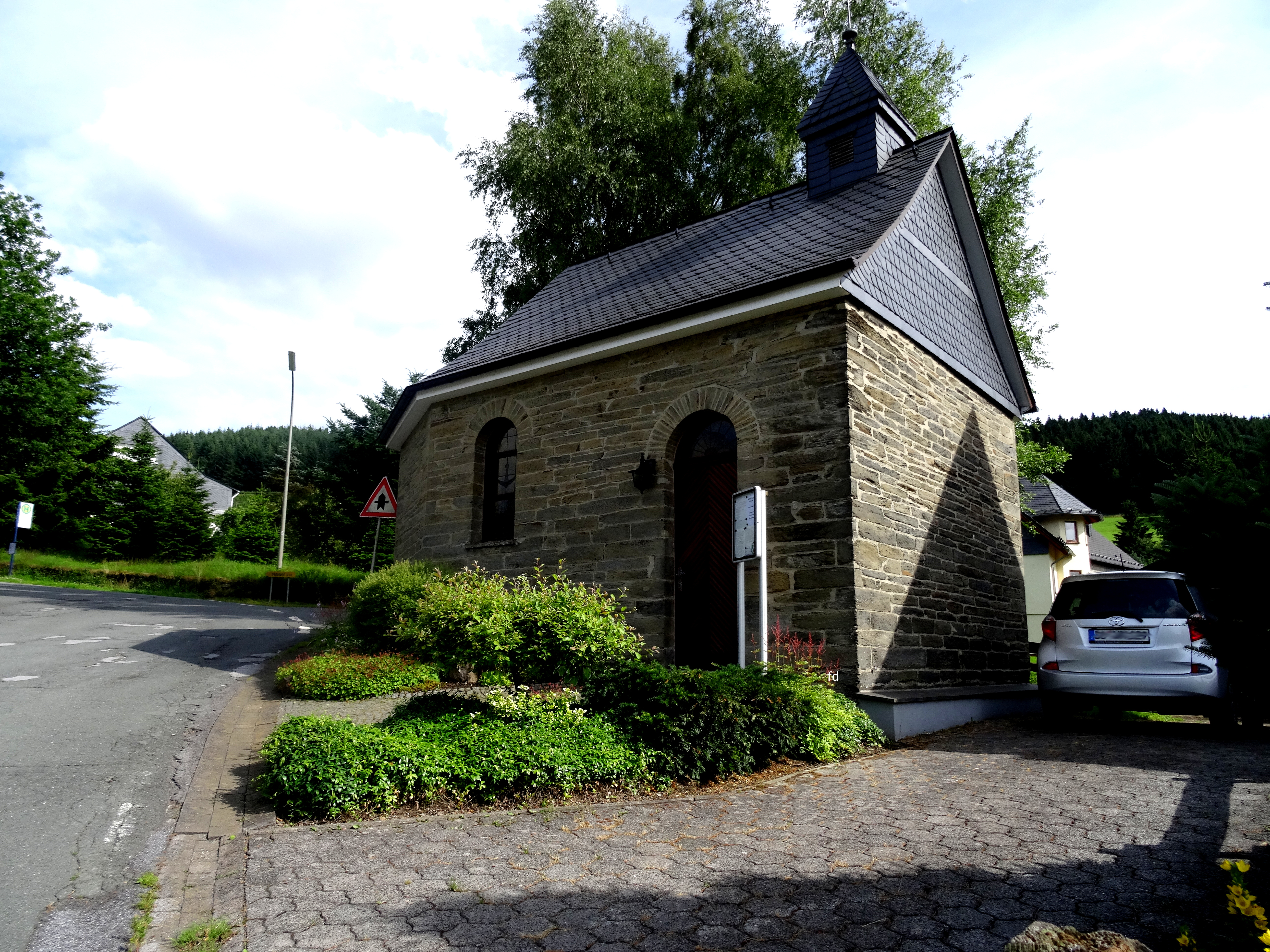
St.-Antonius-Kapelle

Im Ort steht die in den Jahren 1873/74 erbaute St.-Antonius-Kapelle. Zuvor wurde 1867 die alte baufällige Kapelle abgerissen.